# Nakajima Emi
Nakajima Emi (中島 依美, sinh ngày 27 tháng 9 năm 1990) là một cầu thủ bóng đá nữ người Nhật Bản.

## Đội tuyển bóng đá nữ quốc gia Nhật Bản
Nakajima Emi thi đấu cho đội tuyển bóng đá nữ quốc gia Nhật Bản.

## Thống kê sự nghiệp
| Nhật Bản  | Nhật Bản | Nhật Bản |
| Năm       | Trận     | Bàn      |
| --------- | -------- | -------- |
| 2011      | 2        | 0        |
| 2012      | 0        | 0        |
| 2013      | 7        | 1        |
| 2014      | 12       | 4        |
| 2015      | 3        | 1        |
| 2016      | 7        | 1        |
| 2017      | 15       | 2        |
| 2018      | 19       | 4        |
| 2019      | 9        | 1        |
| Tổng cộng | 74       | 14       |